# Paul Jones Semmes
Paul Jones Semmes (4 juin 1815-10 juillet 1863) est un banquier, homme d'affaires, et un brigadier général confédéré lors de la guerre de Sécession, blessé mortellement à la bataille de Gettysburg.

## Avant la guerre
Semmes naît dans le plantation de Montford dans le comté de Wilkes, en Géorgie. Il est un cousin du futur héros de la marine confédérée, le capitaine du CSS Alabama Raphael Semmes. Son demi-frère, Albert Gallatin Semmes, deviendra plus tard associé de la cour suprême de justice de Floride. Paul Semmes fait ses études à l'école de Beman dans le comté de Hancock. Il va à l'université de Virginie et devient banquier et planteur dans le comté de Wilkes, en Géorgie. Il est élu commandant de la première brigade de la quatrième division milice de Géorgie en 1837 et y reste jusqu'en 1840, lorsqu'il part pour Columbus, en Géorgie. Ses projets d'affaires prospèrent et il devient l'un des citoyens de Colombus les plus éminents. De 1846 à 1861, il sert en tant que capitaine de la milice de Géorgie. Il est l'auteur du manuel de 1855, Infantry Tactics. En 1860, le gouverneur Joseph E. Brown nomme Semmes en tant que quartier-maître général de l'État et l'autorise à gérer tous les achats. En août 1860, Semmes est nommé brigadier général des chevaliers du cercle d'or.

## Guerre de Sécession
Après le début de la guerre de Sécession, Semmes est nommé colonel du 2nd Georgia Infantry. Il est promu au brigadier général le 11 mars 1862. Lors de la campagne de la Péninsule, il est commandant de brigade dans le corps du brigadier général John B. Magruder des défenses de Richmond. Envoyée précipitamment vers le nord au début de la campagne du Maryland, la brigade de Semmes rejoint l'armée de Virginie du Nord dans la division du major général Lafayette McLaws juste avant d'entrer dans le Maryland. Ses hommes participent à l'action de résistance à Crampton's Gap au cours de la bataille de South Mountain. À Sharpsburg, la brigade de Semmes est un élément clé de la forte contre-attaque du général McLaws qui ébranle le IIe corps de l'Union. Au début de novembre, sa brigade est réorganisée de sorte qu'elle ne contient que des régiments de Géorgie. Tenue en réserve lors la bataille de Fredericksburg, la brigade reconstituée de Semmes se comporte bien à Chancellorsville, où elle contient la progression d'une division entière du VIe corps, et à Salem Church.

## Mort et mémoire
Semmes est mortellement blessé à la cuisse tout en menant une charge à travers le champ de blé à la bataille de Gettysburg, le 2 juillet 1863. Il meurt huit jours plus tard, à Martinsburg, en Virginie-Occidentale, et est enterré dans le cimetière de Linwood (Columbus, en Géorgie). Peu de temps avant sa mort, Semmes a déclaré à un correspondant de guerre, « je considère comme un privilège de mourir pour mon pays ». La dernière lettre qu'il écrit à sa femme peut être vue dans la collection en ligne de l'institut Gilder Lehrman d'histoire américaine.
Le général Robert E. Lee déplore la perte prématurée de Semmes, écrivant qu'il « est mort comme il avait vécu, remplissant le plus grand devoir de patriote avec une dévotion qui n'a jamais faibli et le courage qui ne réduit pas le danger ».